# Nossa Senhora da Conceição (Vila Real)
Pour les articles homonymes, voir Nossa Senhora da Conceição.
Nossa Senhora da Conceição est une localité de la commune portugaise de Vila Real.